# Воскрешение (телесериал, 2025)
Воскрешение — канадский телесериал в жанре хоррор-нуар, основанный на американской одноимённой серии комиксов Тима Сили и Майка Нортона, опубликованной Image Comics. Сериал, созданный Аароном Б. Кунцем и Люком Бойсом, вышел 12 июня 2025 года на Syfy в США и CTV Sci-Fi Channel в Канаде.

## Сюжет
В провинциальном городке Уосо в Висконсине происходят необъяснимые события: недавно умершие жители возвращаются к жизни. Выглядят и ведут они себя как при жизни, но получают также способность к быстрому исцелению. Спустя некоторое время ЦКЗ США закрывает город на карантин и составляет реестр всех оживлённых людей. Местный офицер полиции и мать-одиночка Дэйна Сайпресс расследует убийство, но дело осложняется тем, что в нём замешана её семья.

## В ролях

### Главные роли[2]
- Мелани Скрофано в роли Дэйны Сайпресс
- Роми Уэлтман в роли Марты «Эм» Сайпресс
- Дэвид Джеймс Эллиотт в роли шерифа Уэйна Сайпресса
- Энди Маккуин в роли доктора Ибрагима Рамина

### Второстепенные роли[3]
- Стивен Огг в роли Блейна Абеля
- Хадсон Вурстер в роли Купера Сайпресса
- Джанпаоло Венута в роли Аарона Веймера
- Майя Джей в роли Кей Матурин
- Марк Литтл в роли Брента Гандерсона
- Глен Гулд в роли Дж. П. Бриссетта
- Натан Дейлс в роли Маккрея
- Ариэль Моррисон в роли Роджерса
- Ленора Зэнн в роли Джинни Горски
- Кэтрин Кинг в роли Мэй Тао
- Конрад Коутс в роли мэра Кена Диллиша
- Фил Брукс в роли Энтони «Тони» Чека

## Эпизоды
| № | Название                  | Режиссёр   | Автор сценария                         | Дата премьеры        |
| --- | ------------------------- | ---------- | -------------------------------------- | -------------------- |
| 1 | «Не говори папе»          | Аманда Роу | Аарон Б. Кунц, Люк Бойс и Майкл Моречи | 12 июня 2025         |
| Маленький городок в штате Висконсин настигло нечто сверхъестественное. Недавно умершие жители внезапно ожили. В обществе назревает кризис. Офицеру Дэйне Сайпресс поручили разобраться в случившемся. Пытаясь найти разгадку, она узнает страшную семейную тайну                                          |                           |            |                                        |                      |
| 2 | «Сохраняя видимость»      | Аманда Роу | Аарон Б. Кунц и Люк Бойс               | 19 июня 2025 года    |
| Дэйна потрясена открытием, что её сестра Эм - одна из воскресших. Сама девушка не помнит, как умерла. Дэйна начинает новое расследование, которое раскроет мрачные секреты младшей Сайпресс. В это же время некоторые воскресшие начинают вести себя пугающе странно                                      |                           |            |                                        |                      |
| 3 | «Проверка реальности»     | Аманда Роу | Ноэль Карбоне                          | 26 июня 2025         |
| Между живыми и воскресшими растёт напряжение. Власти вводят ограничения для вернувшихся с того света. Местная полиция пытается предотвратить хаос. Дэйна всё глубже погружается в тайну гибели сестры, что приводит её к конфликту с одним криминальным кланом                                            |                           |            |                                        |                      |
| 4 | «Беги, маленький ягнёнок» | Аманда Роу | Эшли Парк                              | 3 июля 2025 года     |
| Власти принимают решение создать официальный реестр всех, кто вернулся к жизни. Дэйна обнаруживает новые улики в расследовании, касающемся смерти её сестры. Параллельно появляется подтверждение, что по городу бродит нечто зловещее                                                                    |                           |            |                                        |                      |
| 5 | «Сортировка»              | Аманда Роу | Хизер Тейлор                           | 10 июля 2025 года    |
| Дэйна в больнице с серьёзным ранением, её жизнь висит на волоске. Ситуация осложняется тем, что она становится подозреваемой в убийстве профессора Веймара. Эм, которая знает о невиновности сестры, пытается найти доказательства этого                                                                  |                           |            |                                        |                      |
| 6 | «Узы крови»               | Самир Реэм | Аарон Б. Кунц и Люк Бойс               | 17 июля 2025 года    |
| Уэйн Сайпресс раскрывает преступную деятельность, связанную с торговлей частями тел воскресших. По мере того, как правда всплывает наружу, над семьёй Сайпресс сгущаются тучи. Дэйна, несмотря на тяжёлое ранение, пытается спасти семью                                                                  |                           |            |                                        |                      |
| 7 | «Слишком много тайн»      | Самир Реэм | Ноэль Карбоне                          | 24 июля 2025 года    |
| В городке объявлено военное положение. Шериф Сайпресс пытается защитить своих дочерей от нарастающего хаоса. Всплывшие секреты из прошлого угрожают разрушить то немногое, что осталось от их семьи. В этой неразберихе появляется неожиданный союзник, который раскрывает тайну гибели Эм                |                           |            |                                        |                      |
| 8 | «Роза и Шип»              | TBA        | TBA                                    | 31 июля 2025 года    |
| Дело, которое Дэйна расследовала в начале своей карьеры, оказывается тесно связано с происходящим в Уосо. Истории героев неожиданным образом пересекаются, обнажая паутину лжи и предательств. Семье Сайпресс предстоит решить, как далеко они готовы зайти ради справедливости                           |                           |            |                                        |                      |
| 9 | «Мать чудовищ»            | TBA        | TBA                                    | 7 августа 2025 года  |
| Генерал Кейл пытается сохранить контроль и переселить воскрешённых. Шериф Сайпресс и Дэйна спешат остановить ополчение Блейна Абеля. Тем временем Эм борется с собственными демонами, когда внезапно появляется фигура из прошлого. Ибрагим и Блейн внезапно объединяются, чтобы узнать тайну воскрешения |                           |            |                                        |                      |
| 10 | «Разорвать завесу»        | TBA        | TBA                                    | 14 августа 2025 года |
| Дэйна и Эм узнают, что на самом деле стоит за возвращением мёртвых. Влияние Блейна Абеля усиливается по мере приближения армии генерала Кейла. Эм делает неожиданное открытие о себе и своих силах. Финальное столкновение навсегда изменит не только всю семью Сайпресс, но и некогда тихий городок      |                           |            |                                        |                      |

## Производство
В мае 2024 года Syfy объявил на ежегодной презентации NBCUniversal о том, что они заказали сериал и планируют выпустить его в 2025 году. Также в мае 2025 года компания Bell Media объявила, что сериал из десяти эпизодов выйдет на CTV Sci-Fi Channel.

### Кастинг
В сентябре 2024 года Мелани Скрофано, Роми Велтман, Дэвид Джеймс Эллиотт и Энди Маккуин были объявлены основными актёрами сериала. Позже Стивен Огг присоединился к актёрскому составу в роли второго плана, а в ноябре стало известно, что в сериале будет также играть Фил Брукс. В декабре 2024 года к актёрскому составу присоединились Джиа Сандху, Кэтрин Кинг Со, Майя Джей, Натан Дейлс, Марк Литтл, Глен Гулд, Лара Джин Хоростеки и Конрад Коутс. В феврале 2025 года был утверждён полный актёрский состав сериала.

### Съёмки и трансляция
В сентябре 2024 года начались съёмки на юго-востоке Нью-Брансуика, Канада, в том числе в районах Сент-Джон, Сассекс и Нортон. Другими местами съёмок стали Гранд-Бэй-Уэстфилд и Хамптон. В проекте было задействовано более 600 штатных и внештатных сотрудников из провинции. Съёмки должны были продлиться до декабря 2024 года, а официально завершились 7 декабря.
«Воскрешение» вышло в эфир 12 июня 2025 года на Syfy и USA Network в США и на CTV Sci-Fi Channel в Канаде с возможностью просмотра эпизодов на Peacock и Crave через неделю после выхода в эфир. В стриминговом сервисе viju компании Виасат сериал будет показан 1 августа 2025 года.

## Критика и оценки
На агрегаторе рецензий Rotten Tomatoes рейтинг одобрения сериала составляет 93 % на основе 15 отзывов критиков. Критический консенсус на сайте гласит: «В сериале используется оригинальная концепция с интересным тональным разнообразием, подкрепленным захватывающей игрой Мелани Скрофано в главной роли». Metacritic присвоил сериалу средневзвешенную оценку 72 на основе 7 рецензий критиков, что означает «в целом положительные» отзывы".